# Kedasih
Kedasih is een bestuurslaag in het regentschap Probolinggo van de provincie Oost-Java, Indonesië. Kedasih telt 1735 inwoners (volkstelling 2010).